# 랑선 퇴각
랑선 퇴각(retraite de Lang-Son)은 1885년 3월 말 통킹에서 많은 논란을 불러온 프랑스군의 전략적 철수이다. 쥘 페리 정부를 붕괴시켰고, 프랑스가 궁색한 입장에서 청불 전쟁을 끝내게 한 배경을 제공한 사건이기도 했다.

## 배경

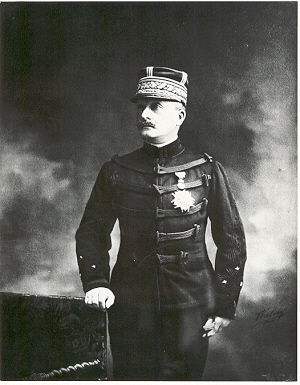
프랑수아 드 네그리에 장군 (1842–1913)

1885년 3월 중순, 통킹의 군사적 상황은 일시적인 교착 상태에 접어들었다. 1885년 2월, 랑선 원정에서 프랑스군은 랑선을 점령하고, 통킹에서 청나라의 광서군을 몰아냈다. 2월 하순, 통킹 원정군 총사령관 루이 브리에르 드 리즐 장군은 뚜옌꽝 포위를 풀어 주기 위해 로랑 조바니넬리 중령의 1여단과 함께 하노이로 돌아왔다. 프랑수아 드 네그리에 장군은 2여단과 함께 랑선에서 남겨두었다.
조바니넬리의 1여단은 흥호아와 뚜옌꽝 주변의 당경숭의 운남군과 대면했고, 랑선의 네그리에의 2여단은 반정신의 광서군과 대면했다. 청나라군은 현실적으로 몇 주 동안 공격을 시작할 여력이 되지 않았다. 2월에 공동으로 랑선을 점령한 프랑스 2개 여단은 청나라군에게 개별적으로 결정적인 패배를 안길 만큼 전력이 강하지 않았다. 한편 프랑스 정부는 청나라 영토를 위협하여 청나라가 강화를 받아들일 수밖에 없도록 할 계획을 세우고 있었다. 그래서 브리에르 드 리즐 장군에게 국경을 넘어 2여단을 광서 지방으로 보내도록 압박하고 있었다. 브리에르 드 리즐과 드 네그리에는 국경에서 60 km 떨어진 룽저우에 자리잡은 청나라군 본 기지를 점령하기 위해 원정 가능성을 조사했다. 그러나 3월 17일, 브리에르 드 리즐 장군은 파리의 육군 장관에게 그 작전은 “자신의 전력을 넘어선 것”이라고 조언했다. 3월 중순에 대규모의 프랑스 증원군이 통킹에 도착했다. 브리에르 드 리즐 장군에게 교착 상태를 깨뜨릴 짧은 기회를 제공하기 위함이었다. 장군은 운남군을 공격하여 옌바이 너머로 쫓아내기 위해 1여단을 증원하기로 하고, 대부분의 증원군을 흥호아로 이동시켰다. 그와 조바니넬리가 서쪽 공략 계획을 짜는 동안, 드 네그리에 장군에게 랑선 진지를 지키고 있으라고 명령했다.
3월 23일과 3월 24일, 1,500명 병력의 강인한 2여단은 청나라 국경 진남관 근처에서 굳건히 자리잡고 있던 광서군과 교전을 벌였다. 방보 전투(가장 치열하게 전투가 벌어졌던 청나라 요새 중심지의 헝포 마을의 베트남식 발음을 프랑스어로 명명함)는 일반적으로 청나라에서는 진남관 전투로 알려져 있다. 프랑스군은 3월 23일에 많은 외보를 차지했으나, 3월 24일 청나라군 주요 진지를 차지 못했고, 맹렬한 역공을 당했다. 프랑스군은 물러나기 전투를 통해 청나라군이 전선을 뚫지 못하도록 막았지만, 2여단의 사상자는 70명이 사망하고 188명이 부상당해 상대적으로 컸다. 패배한 프랑스인들이 전투 후 재집결할 때 불길한 무질서의 장면들이 있었다. 여단의 사기가 위태로웠고 탄약도 부족해지자 드 네그리에는 랑선으로 돌아가기로 결정했다.

## 낄루아 전투

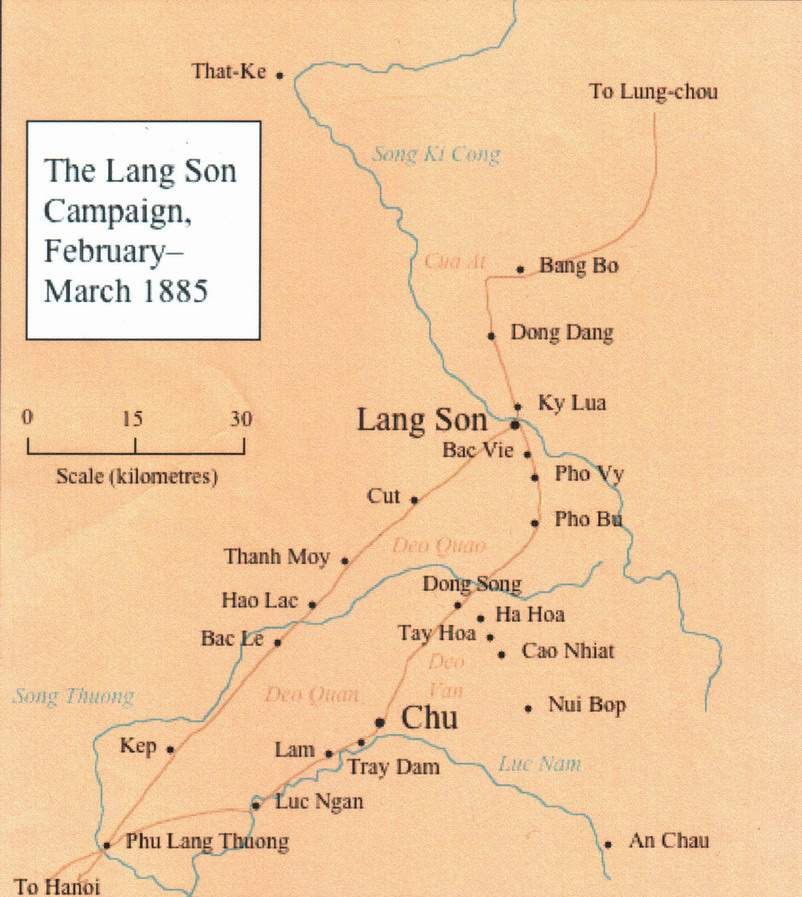
진남관, 낄루아, 랑선 퇴각, 1885년 3월

1885년 3월 24일, 진남관 전투(방보 전투)에서 승리한 후, 청나라는 퇴각하는 프랑스를 추격하여 천천히 진격했고, 3월 28일 드 네그리에는 낄루아(Ky Lua)에서 랑선을 방어하기 위해 전투를 벌였다. 정오 직전에 청나라군은 프랑스 진지에 대한 정면 공격을 감행하여 빽빽하고 육중한 부대로 진격했다.
드 네그리에는 폴 귀스타브 에르빈제 중령에게 디구에와 파레의 대대와 청나라 좌익을 역습하도록 명령했다. 포병의 지원을 받은 공격은 성공을 거두었으며, 오후 4시경, 에르빈제는 광서군의 좌익을 언덕에서 낄루아의 북동쪽으로 몰아냈다. 오후 5시경, 광서군은 완전히 후퇴했으며, 추적을 막기 위해 후위대만 남았다.
낄루아에서 발생한 프랑스군 사상자는 7명이 사망하고, 38명이 부상당했다. 전투가 끝날 무렵, 네그리에는 청나라의 요새를 정찰하면서 가슴 부위에 심한 부상을 입었다. 그는 연대 고위 지휘관인 에르빈제에게 지휘권을 넘겨주었다. 에르빈제는 보불 전쟁에서 존경받는 전장의 명성을 얻었지만, 통킹에서 야전 사령관으로 깊이가 부족한 인물이었다.
몇몇 프랑스 장교들은 이미 랑선 원정과 진남관 전투에서 그의 활약에 대해 신랄하게 언급했는데, 진남관에서는 그가 청나라 진지에 대한 공격을 어설프게 대처를 했다고 비난했다. 그는 또한 말라리아를 앓고 있었으며, 그의 신체적 장애가 그의 판단력을 손상시켰을 지도 모른다.

## 퇴각

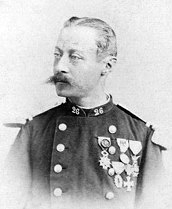
폴 귀스타브 에르빈제 중령 (1839-86)

여단장의 지휘를 맡은 에르빈제는 당황했다. 그는 청나라군이 랑선을 포위하고, 보급선을 차단할 준비를 하고 있다고 확신했다. 3월 28일 저녁, 그는 일부 장교들의 격렬한 항의를 무시하고 2여단은 랑선을 포기하고 추(Chu)로 퇴각하라는 명령을 내렸다. 처음에 두개의 부대가 퇴각을 했다. 에르빈제는 자신의 대대를 타인머이(Thanh Moy)로 이끌었고 슈에프는 2개의 외인부대 대대를 동선으로 이끌었다. 마르탱의 견인 포대 포병대가 퇴각 속도를 늦출까봐 에르빈제는 마르탱에게 끼꿍강(Sông Kỳ Cùng)에 대포와 포차를 버리라고 명령했다. 이후 그것을 청나라군이 회수했다. 여단의 보물 상자도 강에 던져졌다. 퇴각이 시작되기 전 하노이의 브리에르 드 리즐에게 전보를 넣어 랑선 2차 방어전을 치를 탄약이 충분치 않다고 주장(나중에 사실이 아닌 것으로 밝혀짐)하며, 퇴각 결정을 알렸다. 그런 다음 전신 케이블을 끊고, 브리에르 드 리즐이 개입할 수 있는 기회를 차단했다. 3월 28일 밤, 통킹 원정에서 가장 완벽한 승리를 거둔 후, 2여단의 당황한 군인들이 랑선에서 떠나 진군했다. 타인머이와 동선으로의 퇴각은 청나라의 개입없이, 손실도 없이 진행되었다. 그러나 에르빈제와 쇼에프 모두 지나치게 서둘러 진군했고, 여단의 절반은 목적지에 도착할 무렵 모두 지쳐 있었다.
브리에르 드 리즐은 랑선을 포기하겠다는 에르빈제의 결정에 대경실색했다. 3월 28일 저녁, 그의 즉시 이 비관적인 전보를 파리로 재송부했다. 이것이 이틀 후 가져올 중대한 정치적 파장을 그는 예상도 하지 못했다. 다음날 그는 평정을 회복했다. 그는 하루 종일 무슨 일이 있었는지 곰곰이 생각하면서 보냈고, 3월 29일 저녁에 타인머이의 에르빈제에게 격노한 전보를 보내 2여단이 타인머이와 동선에서 진지를 사수하도록 명령했다. 에르빈제는 이 명령에 아연실색했다. 적의 수중에 떨어질 수 있다고 믿었지만, 그 명령에 복종할 수밖에 없었다.
3월 30일, 프랑스군은 타인머이와 동선에서 야전 방어진지를 구축하고, 진군해 오는 청나라군을 만날 대비를 했다. 에르빈제는 정찰 기병을 보내 광서군의 정확한 위치를 파악했다. 순찰대는 만다린 로드의 쿠트 부근과 랑선 남쪽에 있는 포부에서 소규모 청나라군 정찰대를 관측하고 이들의 존재를 정식으로 보고했다. 에르빈제는 이 보고서의 중요성을 크게 과장했고, 브리에르 드 리즐에게 자신의 의견으로는 여단이 재앙적인 포위망에 직면했다고 경고했다. 그는 브리에르의 응답을 기다리는 동안 그는 부하들에게 총검으로 최후의 방어선을 준비하라고 명령했다. 밤이 깊어감에 따라 에르빈제는 점점 더 분별이 없어졌다. 그는 오후 8시에 잠자리에 들었고, 그와 그의 병사들은 다음날 아침 포위되어 학살당할 것이라고 확신했다. 오후 9시경, 프랑스 전초기지의 보초병들로부터 총성이 울렸는데, 그들은 자신들의 초소 주변에서 움직임을 보았다고 생각했다. 그것은 잘못된 경보로 판명되었고, 장교가 에르빈제를 깨워 무슨 일이 있었는지 보고했다. 에르빈제의 답변은 분명했다. “나는 병들었네, 부대도 나만큼 병들었고! 날 내버려 두게!”
한 시간 후에 구원병이 도착했다. 3월 30일 저녁 10시, 에르빈제로부터 일련의 근심스런 전보를 받았고, 여단장 직무대행의 상황 평가를 독립적으로 통제할 수 있는 수단이 없었기에, 브리에르 드 리즐은 에르빈제에게 마지 못해 상황이 여의치 않으면 추로 돌아갈 수 있는 권한을 주었다. 에르빈제는 이 명령서를 움켜쥐고 부대의 양쪽 절반을 즉각 추로 퇴각하라고 명령을 내렸다. “나는 당신의 지시에 따라 밤과 달을 이용하여 퇴각할 것이다”라고 그는 대답했다. 그의 나른함은 사라지고 참모들에게 퇴각 명령을 연발했다. “더 이상 주저는 없다. 우리는 당장 떠난다!”라고 외쳤다.
3월 30일 밤, 에르빈제의 부대는 타인머이를 떠나 횡산관을 가로질러 동선까지 행진하여 슈에프의 병력들과 합류했다. 조금 넘은 시각에 청나라의 소규모 부대가 슈에프의 진지에 미약하게 공격해 들어왔지만, 쉽게 격퇴되었다. 새벽이 되기 직전에 재결합한 2여단은 동선에서 행진하여 추 방향으로 남쪽으로 향했다. 다음 퇴각 단계에서 속도를 늦출 수 있는 어떤 것이라도 던져버릴 것을 결심하고, 에르빈제는 또 다른 포병 포대를 희생시키기로 결심하고, 루셀 포대의 포를 무력화시켜 버리라고 명령을 내렸다. 이때 그는 장교들의 말을 듣지 않았고, 루셀의 포대는 부대의 속도를 늦추지 않고 무사히 추에 도착했다. 3월 31일 동이 튼 직후, 청나라 척후병은 포껌의 작은 마을 근처에 있는 프랑스 부대를 따라잡았다. 에르빈제는 브리에르 드 리즐이 보낸 스파히 기병대로 증병되었으며, 프랑스군 보병들은 그가 스파히 기병에게 청나라군 척후병들을 공격해, 흩어버리도록 명령하기를 간절히 기다렸다. 그 대신 에르빈제는 보병대대에게 사선진 대형으로 퇴각을 계속하라고 명령했다. 그것은 가장 부끄러운 완전 퇴각의 순간이었다. “우리는 이렇게 10km를 사선진 대형으로 물러났다.” 르콤트 대위는 이후 “3,000명의 프랑스군이 40명의 청나라군으로부터 도망쳤다”고 썼다. 에르빈제는 보병 대대에게 계속적인 퇴각을 명령했다.

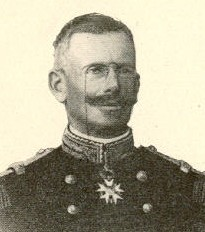
귀스타브 보르그니 데스보르드 중령 (1839 ~ 1900)

에르빈제도 알고 있었지만, 랑선을 버리기로 한 그의 결정은 전혀 필요하지 않았다. 3월 29일, 프랑스군이 남쪽으로 퇴각하는 동안 의기소침해진 청나라군은 진남관과 옌끄어아이 캠프의 피난처로 향하면서 진남관을 향해 다시 흘러가고 있었다. 베트남인 간자들이 3월 29일 저녁 끄어아이 근처에서 청나라군을 따라잡았고, 프랑스군이 랑선을 버리고 완전히 후퇴했다는 놀라운 소식을 가져왔다. 3월 30일, 청나라군 장군 반정신은 즉시 군을 일으켜 랑선을 다시 점령했다. 반정신은 프랑스군의 퇴각을 관찰하기 위해 랑선에서 소규모의 척후병을 파견했으며, 이 부대는 3월 30일 동선과 3월 31일 포껌에서 프랑스군과 접촉한 적이 있었던 부대였다. 광서군 본대는 프랑스군을 추로 추격할 상태가 아니었으며, 반정신 본인은 동선과 박레에 제한적인 진격으로도 만족했다. 이 진격으로 청나라군은 랑선 원정 전에 점령하고 있던 진지로 원상복귀한 것이다. 에르빈제의 퇴각 결정은 2월 원정에서 힘들게 얻은 프랑스의 이득을 내팽개친 것이었다.
4월 1일, 추에서 2여단이 마침내 집결했을 때, 병사들은 기진맥진했고, 사기가 떨어졌다. 3월 28일, 에르빈제의 전보에 응대한 브리에르 드 리즐은 조바니넬리의 1여단을 흥호아에서 추로 이관시키고, 귀스타브 보르그니 데스보르드(Borgnis-Desbordes) 대령을 2여단 지휘관으로 임명했다. 보르그니 데스보르드는 곧 에르빈제의 음산한 지도력에 대한 기억을 지우고 자신의 강한 개성을 여단에게 부여하여 4월 2일 다음과 같은 명령을 내렸다.
| “ | 네그리에 장군의 심각한 상처를 감안하여, 내가 여단의 임시 지휘권을 요청받았다. 나는 새로운 부대와 탄약을 가지고 도착했다. 우리는 어떤 댓가를 치루더라도 이곳을 사수해야 한다. | ” |

4월 5일, 브리에르 드 리즐 장군이 추에 도착했다. 그는 즉시 보르그니 데스보르드에게 데오반(Deo Van)과 데오꽌(Deo Quan) 산을 점령하도록 명령했다. 그는 동선에서 청나라를 공격하는 것을 고려했지만, 2여단의 베트남 짐꾼 부대가 퇴각 중에 흩어져 여단을 일시적으로 움직이지 못하게 했다. 브리에르 드 리즐 장군은 4월 14일 예비 강화의 결론 소식이 전해졌을 때까지, 청나라군에게 어떻게 접근해야 할지 여전히 고민하고 있었다.

## 통킹 논쟁
3월 28일, 브리에르 드 리즐이 파리에 보낸 비관적인 ‘랑선 전보’는 막대한 정치적 파장을 낳았다. 페리의 즉각적인 반응은 통킹에서 군대를 증원한다는 것이었다. 실제로 브리에르 드 리즐은 상황에 대한 그의 추정치를 빠르게 수정하고 정부에게 전선을 곧 안정화시킬 수 있다고 조언했다. 그러나 그의 두 번째 생각은 너무 늦었다. 그의 첫 전보가 파리에 공개되자, 하원에서는 소란이 일었다. 조르주 클레망소가 이끄는 정부의 반대파들이 공격을 시작했다. 불신임 동의안이 상정되었고, 페리 정부는 3월 30일 전례가 없는 소동 속에 붕괴되었다. “페리를 세느강에 던져라! 통킹 놈들을 죽이자!”며 군중들이 외쳤다. 페리는 통킹 사건으로부터 회복되지 못했다. 그는 다시는 수상이 되지 못했고, 나머지 생애 동안 그의 정치적 영향력은 심각하게 줄어들었다. 그의 후임인 샤를 드 프레이시네는 정전과 잠정적인 강화 조약을 협상하기 위해 빠르게 움직였다.
청나라는 3월 31일에 프랑스 해군에게 펑후 해전에서 큰 타격을 입었고 (정작 프랑스에서는 별다른 관심을 받지 못했던 진전이었지만), 조선에 대한 경쟁적인 이해관계를 놓고 일본과의 전쟁 가능성을 경계했다. 따라서 청나라 정부는 이례적으로 합의를 성사시키고자 했다. 청나라 협상가들은 즉시 톈진 협약(통킹에 대한 프랑스 보호령을 인정)를 이행하기로 합의함)에 동의했으며, 프랑스 정부는 박레 매복에 대한 배상 요구를 철회했다. 적대행위를 종식시키는 평화협약이 4월 4일에 서명되었다. 그리고 6월 9일 이홍장와 프랑스의 쥘 파트노트르 장관이 실질적인 평화 조약에 서명했다.

## 에르빈제 논쟁
브리에르 드 리즐은 에르빈제의 행동에 당연히 분노했으며, 1885년 가을 하노이에서 랑선을 포기하기로 한 그의 결정이 정당했는지 여부를 판단하기 위해 조사위원회를 열었다. 통킹 원정군 장교 대부분은 에르빈제가 큰 실수를 했다고 믿었으며, 그가 꺽이고, 보직 해임된 것을 보고 기뻤했을 것이다. 그러나 에르빈제에 대한 많은 증거를 수집한 브리에르 드 리즐과 보르그니 데스보르드는 에르빈제가 랑선에서 퇴각하기로 결정했을 때 술에 취했다고 주장하면서 과장했다. 이 초라한 혐의로 많은 장교들이 당황하게 했으며, 에르빈제에게 어느 정도 동정심을 보이기도 했다. 에르빈제는 처음에는 그가 끔찍한 실수를 저질렀다는 것을 깨닫고, 전투에서 쓰러짐으로써 명예를 회복하는 것에 대해 말하는 것처럼 보였다. 그는 퇴각이 끝나자마자 추로 돌아와서 “누가 상상할 수 있었을까? 왜 청나라군이 우리를 공격하지 않았을까? 글쎄, 나는 지금 무엇을 해야 하는 지 안다! 다음 전투에서 나는 나를 죽여야 한다!”라고 말하는 것을 들었다. 그러나 전쟁은 에르빈제가 자신의 목숨을 걸고 전투에 임할 기회를 갖기 전에 끝났다. 그래서 이내 마음을 바꾸었다. 그는 진남관에서 드 네그리어가 청나라를 공격하기로 한 결정으로 인해 2여단의 사기가 흔들렸다고 주장하며 공격했다. 대군을 이끄는 장교로서 통킹 원정군의 외인부대와 해양대 보병 장교들의 음모의 희생양이 되었다고 주장함으로써 자신의 행위를 방어하기로 결정했다.
그의 주장들 중 어느 것도 실체가 거의 없었지만, 파리에 다시 경종이 울렸다. 육군부는 이렇게 많은 허물이 공개적으로 드러날 것을 예상하면서 깜짝 놀란 나머지 조사를 조기에 끝냈다. 에르빈제는 공식적인 기소없이 빠져나갔지만, 조사위원회는 그에게 더 이상의 현장 명령을 내려서는 안 된다고 권고했다. 그는 1886년 46세의 젊은 나이로 사망했다.

## 결과 및 영향
랑선의 퇴각에 대한 국내의 정치적 파장은 오랫동안 지속되었다. 청불 전쟁의 무의미한 종결은 식민지 확장에 대한 프랑스 국내의 열기를 잠시나마 억눌렀고, 1885년 12월 ‘통킹 논쟁’에서 정점에 이르렀다. 이 회의에서 하원은 통킹에 프랑스군을 투입한 것을 아슬아슬한 차이로 지지하기로 결정했다. 마다가스카르 정복을 포함한 다른 프랑스 식민지 프로젝트는 몇 년 동안 연기되었다.
랑선 퇴각이 진행되는 동안 프랑스에는 2여단이 길을 잃고 참혹한 사상자가 났다는 소문이 났다. 이러한 소문은 완전히 사라지지 않았고, 시간이 흐르면서 ‘랑선 재앙’이라는 전설로 태어났다. 1937년 말 프랑스의 한 사학자는 다음과 같이 섰다. “이 사건 이후 반세기가 지난 지금도 이 작고, 눈에 띄지 않는 도시의 이름이 프랑스인들의 귀에서 잃어버린 큰 전투의 기억을 불러일으키고 있다.”

## 참고자료
- Armengaud, J. L., Lang-Son: journal des opérations qui ont précédé et suivi la prise de cette citadel (Paris, 1901)
- Bonifacy, A propos d'une collection des peintures chinoises représentant diverse épisodes de la guerre franco-chinoise de 1884–1885 (Hanoi, 1931)
- Bourgeois, Émile (1919). 《History of modern France, 1815-1913, Volume 2》. Volume 7 of Cambridge historical series. The University press. ISBN 1134610084. 2014년 4월 24일에 확인함.
- Dreyfus, G, Lettres du Tonkin, 1884–6 (Paris, 1888)
- Elleman, Bruce A. (2005). 《Modern Chinese Warfare, 1795-1989》. Routledge. ISBN 1134610084. 2014년 4월 24일에 확인함.
- Finch, Michael P.M. (2013). 《A Progressive Occupation?: The Gallieni-Lyautey Method and Colonial Pacification in Tonkin and Madagascar, 1885-1900》. Oxford University Press. ISBN 0191662097. 2014년 4월 24일에 확인함.
- Harmant, J., La verité sur la retraite de Lang-Son (Paris, 1892)
- Holstein, Friedrich von (1955).  Rich, Norman; Fisher, M. H., 편집. 《Papers Ed Rch/Fsher, Volume 1》. 캠브리지 대학교 출판부. ISBN 0521053161. 2014년 4월 24일에 확인함.
- Holstein, Friedrich von (1963).  Rich, Norman; Fisher, M. H., 편집. 《The Holstein Papers, Correspondence》. Volume 4. CUP Archive. 2014년 4월 24일에 확인함.
- Holstein, Friedrich von (1963).  Rich, Norman; Fisher, M. H., 편집. 《The Holstein Papers》. Volume 4. 캠브리지 대학교 출판부. ISBN 0521053196. 2014년 4월 24일에 확인함.
- Huard, La guerre du Tonkin (Paris, 1887)
- Jordan, David (2005). 《The History of the French Foreign Legion: From 1831 to Present Day》 illurat판. Globe Pequot. ISBN 1592287689. 2014년 4월 24일에 확인함.[깨진 링크(과거 내용 찾기)]
- Lecomte, J., Lang-Son: combats, retraite et négociations (Paris, 1895)
- Lung Chang [龍章], Yueh-nan yu Chung-fa chan-cheng [越南與中法戰爭, Vietnam and the Sino-French War] (Taipei, 1993)
- Maury, A.-P., Mes campagnes au Tong-King (Lyons, undated)
- Thomazi, A., La conquête de l'Indochine (Paris, 1934)
- Windrow, Martin (2011). 《French Foreign Legion 1872-1914》 unabridg판. Osprey Publishing. ISBN 1780962371. 2014년 4월 24일에 확인함.[깨진 링크(과거 내용 찾기)]